# Сульфат полония(IV)
Сульфат полония(IV) — неорганическое соединение, соль металла полония и серной кислоты с формулой Po(SO4)2, бесцветные (белые) кристаллы, гидролизуется в воде.

## Получение
- Растворение в разбавленной серной кислоте хлорида полония(IV):

{\displaystyle {\mathsf {PoCl_{4}+2H_{2}SO_{4}\ {\xrightarrow {}}\ Po(SO_{4})_{2}+4HCl}}}
- Растворение в разбавленной серной кислоте оксида полония(IV):

{\displaystyle {\mathsf {PoO_{2}+2H_{2}SO_{4}\ {\xrightarrow {}}\ Po(SO_{4})_{2}+2H_{2}O}}}

## Физические свойства
Сульфат полония(IV) образует бесцветные (белые) кристаллы. 
В водных растворах подвергается сильному гидролизу, в подкисленных растворах устойчив.
Не растворяется в этаноле и ацетоне.

## Химические свойства
- Разлагается при нагревании:

{\displaystyle {\mathsf {Po(SO_{4})_{2}\ {\xrightarrow {400^{o}C}}\ PoO_{2}+2SO_{3}}}}